# Calycanthaceae
Famille
Classification APG III (2009)
Les Calycanthaceae (en français Calycanthacées) sont une famille de plantes à fleurs de l'ordre des Laurales. Ce sont des plantes de divergence ancienne, qui comprend une demi-douzaine d'espèces réparties en 3 ou 4 genres.
Ce sont de petits arbres ou des arbustes producteurs d'huiles essentielles des régions tempérées à subtropicales d'Extrême-Orient et d'Amérique du Nord.
On trouve dans cette famille, des plantes ornementales cultivées pour leurs fleurs odorantes, comme cette plante de Chine : Chimonanthus fragrans Lindl (= Chimonanthus praecox Link, = Merianta praecox), Chimonanthe précoce, arbuste mesurant de 2 à 4 m., archaïque caducifolié, dont la fleur est incomparablement parfumée et s’épanouit avant le débourrement.

## Étymologie
Le nom vient du genre Calycanthus lui-même issu du grec ancien κάλυξ kalyx, calice et ἄνθος anthos, fleur en référence à la forme des fleurs.

## Classification
Outre les genres Calycanthus, Chimonanthus et Sinocalycanthus, la classification phylogénétique incorpore à cette famille celle des Idiospermaceae (genre Idiospermum).

## Liste des genres
Selon Angiosperm Phylogeny Website (14 août 2015) :
- genre Calycanthus L.
- genre Chimonanthus Lindl.
- genre Idiospermum S.T.Blake
- genre Sinocalycanthus (W.C.Cheng & S.Y.Chang) W.C.Cheng & S.Y.Chang

Selon NCBI (14 août 2015) :
- genre Calycanthus
- genre Chimonanthus
- sous-famille Idiospermoideae
  - genre Idiospermum

Selon DELTA Angio (14 août 2015) :
- genre Calycanthus
- genre Chimonanthus
- genre Sinocalycanthus

Selon ITIS (14 août 2015) :
- genre Calycanthus L.

## Liste des espèces
Selon NCBI (13 avr. 2010) :
- genre Calycanthus
  - Calycanthus chinensis
  - Calycanthus floridus
  - Calycanthus occidentalis
- genre Chimonanthus
  - Chimonanthus campanulatus
  - Chimonanthus grammatus
  - Chimonanthus nitens
  - Chimonanthus praecox
  - Chimonanthus salicifolius
  - Chimonanthus zhejiangensis
- sous-famille Idiospermoideae
  - genre Idiospermum
    - Idiospermum australiense